# تایرن (نیومکزیکو)
تایرن، نیومکزیکو (به انگلیسی: Tyrone, New Mexico) یک منطقهٔ مسکونی در ایالات متحده آمریکا است که در شهرستان گرانت واقع شده‌است.

## خصوصیات
تایرن ۶۳۷ نفر جمعیت دارد و ۱٬۷۵۱٫۱ متر بالاتر از سطح دریا واقع شده‌است.